# Brasserie Licorne

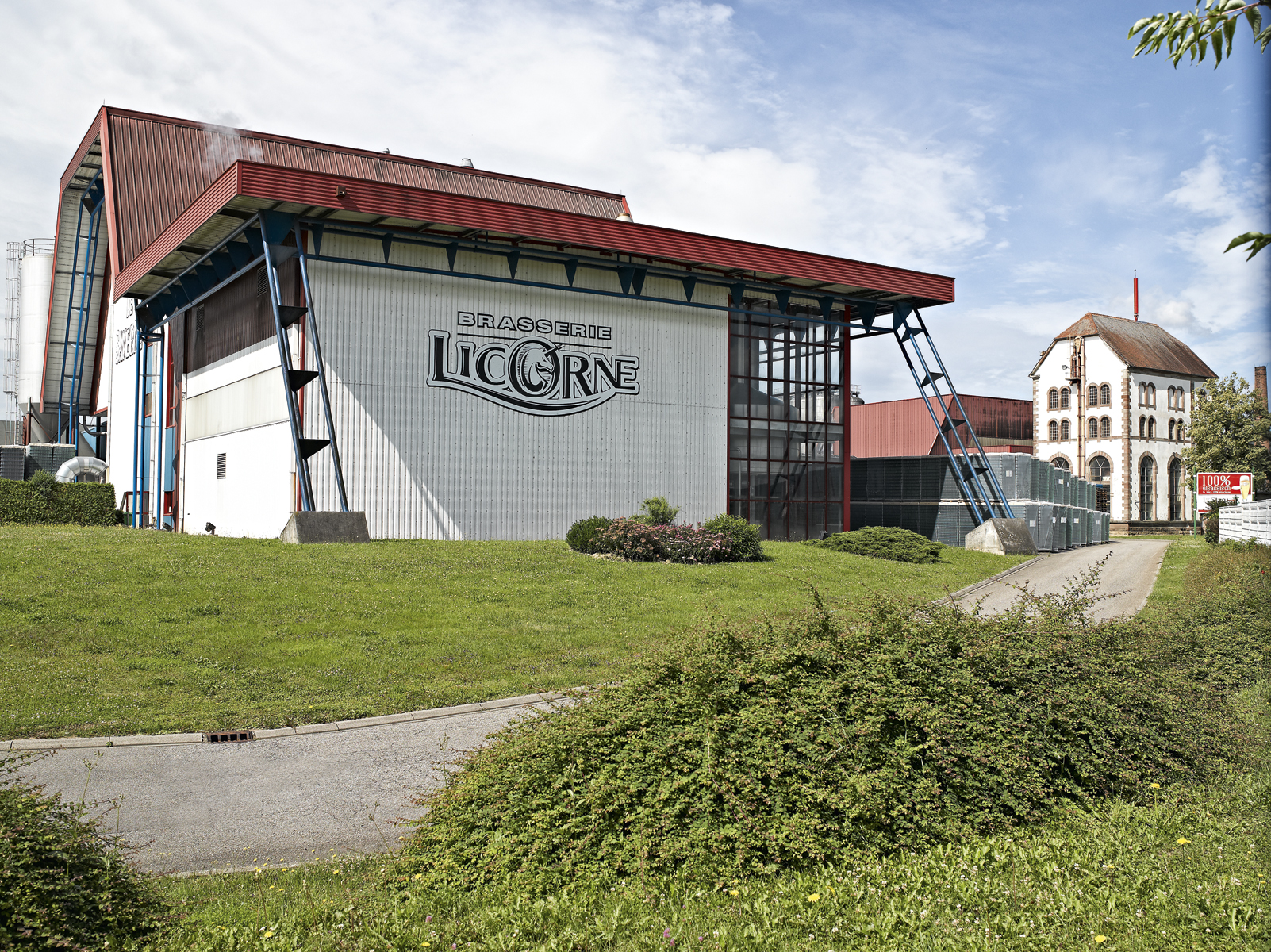
Brauerei Licorne in Saverne

Die Brasserie Licorne ist eine französische Brauerei in Saverne, die zur Karlsberg Holding (Homburg) gehört.

## Geschichte
Gegründet wurde die Brauerei im Jahr 1845 von Henri Schweickhardt in Saverne. Im Jahr 1989 erwarb die deutsche Karlsberg-Gruppe das Unternehmen. Licorne erreicht heute einen Umsatz von 116 Mio. Euro, produziert jährlich 905.000 Hektoliter Bier. Der geplante Verkauf des Unternehmens im ersten Quartal 2020 an das Investitionsunternehmen UI Gestion wurde aufgrund der COVID-19-Pandemie ausgesetzt.

## Biere
Neben den zwölf Bieren der Marke Licorne produzierte das Unternehmen auch Kollegen, Brauperle, El Grande, Fritzbräu, Amos, Abbaye de Floreffe, Ecu D'or Blanche, Compañeros Flavoured Tequila und Blanche de St. San. Zu den wichtigsten Bieren gehören:
- Authentique (blonde, 4,8 %)
- Licorne Bio (blonde, 4,7 %) label Agriculture biologique
- Licorne Elsass (blonde, 5,5 %) orge et houblon récoltés en Alsace
- Licorne 1845 (blonde, 5,9 %)
- Licorne Primeur (bière de saison, 5,5 %)
- Licorne Noël (bière de saison, 5,8 %)